# Atomoscelis modesta
Atomoscelis modesta är en insektsart som först beskrevs av Van Duzee 1914.  Atomoscelis modesta ingår i släktet Atomoscelis och familjen ängsskinnbaggar. Inga underarter finns listade i Catalogue of Life.